# .bt

.bt는 부탄의 인터넷 국가 코드 최상위 도메인이다. 부탄 통신부에 의해 관리된다.

## 도메인 및 하위 도메인
등록 자격 요건이 있는 도메인 및 하위 도메인:
- .bt - 조직 또는 개인.
- .com.bt - 상업 조직 또는 관련 개인.
- .edu.bt - 대학 및 기타 교육 기관.
- .net.bt - 네트워크.
- .gov.bt - 정부 관련 웹사이트에만 해당된다.
- .org.bt - 비영리 단체.